# Kopstal
Kopstal (luxembourgsk: Koplescht) er en kommune og et byområde i storhertugdømmet Luxembourg. Kommunen, som har et areal på 7,90 km², ligger i kantonen Capellen i distriktet Luxembourg. I 2005 havde kommunen 2.975 indbyggere.
49°39′51″N 6°04′19″Ø / 49.664167°N 6.071944°Ø